# St. Thomas (Oberösterreich)
St. Thomas (auch Sankt Thomas bei Waizenkirchen) ist eine Gemeinde in Oberösterreich im Bezirk Grieskirchen im Hausruckviertel mit 581 Einwohnern (Stand 1. Jänner 2024).

## Geografie
St. Thomas liegt auf 393 m Höhe im Hausruckviertel. Die Ausdehnung beträgt von Nord nach Süd 2,6 km, von West nach Ost 4,4 km. Die Gesamtfläche beträgt 6,1 Quadratkilometer. 9,8 Prozent der Fläche sind bewaldet, 82 Prozent der Fläche werden landwirtschaftlich genutzt.
Entwässert wird St. Thomas durch den Prambach, der bei Punzing in die Aschach mündet.

### Gemeindegliederung
Das Gemeindegebiet umfasst folgende 13 Ortschaften (in Klammern Einwohnerzahl Stand 1. Jänner 2024):
- Am Bäckerberg (48)
- Ebenstraß (15)
- Eppenedt (6)
- Großgerstdopl (34)
- Kirnwies (8)
- Lameth (9)
- Naichet (15)
- Oberprambach (43)
- Ramesedt (25)
- Sankt Thomas (315)
- Schmidgraben (8)
- Straß (41)
- Wimm (14)

Die Gemeinde besteht aus der Katastralgemeinde St. Thomas.
Die Gemeinde liegt im Gerichtsbezirk Grieskirchen.

### Nachbargemeinden
|              |                                             | Prambachkirchen (EF) |
| Michaelnbach | Kompassrose, die auf Nachbargemeinden zeigt |                      |
| Pollham      | St. Marienkirchen an der Polsenz (EF)       |                      |

## Geschichte

### Ortsgeschichte
Ursprünglich im Ostteil des Herzogtums Bayern liegend, gehörte der Ort, der anfangs Aschpoltskirchen (oder auch Aschpatzkirchen) hieß, seit dem 12. Jahrhundert zum Herzogtum Österreich. Seit 1490 wird er dem Fürstentum Österreich ob der Enns zugerechnet.
Im 18. Jahrhundert wurde die Ortsbezeichnung nach dem Kirchenpatrozinium zum Apostel Thomas eingeführt.
Während der Napoleonischen Kriege war der Ort mehrmals besetzt. Seit 1918 gehört der Ort zum Bundesland Oberösterreich. Nach dem Anschluss Österreichs an das Deutsche Reich am 13. März 1938 gehörte der Ort zum Gau Oberdonau. 1945 erfolgte die Wiederherstellung Oberösterreichs.
St. Thomas war bis 1923 Teil des Gerichtsbezirkes Waizenkirchen und wurde nach der Auflösung dieses Gerichtsbezirkes dem Gerichtsbezirk Grieskirchen zugeschlagen. Gleichzeitig wurde die Gemeinde aus dem Bezirk Eferding herausgelöst und Teil des Bezirks Grieskirchen.
Mit 1. Jänner 2019 begann die Zusammenarbeit der Gemeinden Michaelnbach, Pollham und St. Thomas in einer Verwaltungsgemeinschaft.

### Ortsname
Der Name des Ortes hat sich mehrfach geändert:
| 1200–1220 | Eizbolteskirchen                |
| um 1230   | Eizpoldschirchen                |
| 1370      | Ayspolczchirchen                |
| 1417      | Aschpoltskirchen zu Sant Thonen |
| 1526      | Aschpoltskirchen                |
| 1584      | Aschpolzkirchen                 |
| 1584      | Aspacz-, Aschpatzkhirchen       |
| 1666      | Aspazkirchen, Sankt Thoma       |
| 1680      | Aßpatzkhirchen                  |
| 1787      | Sankt Thomas                    |

### Einwohnerentwicklung
1991 hatte die Gemeinde laut Volkszählung 417 Einwohner, 2001 dann 459 Einwohner. Da sowohl die Geburtenbilanz als auch die Wanderungsbilanz positiv waren, stieg die Bevölkerungszahl auf 490 im Jahr 2011.

## Kultur und Sehenswürdigkeiten

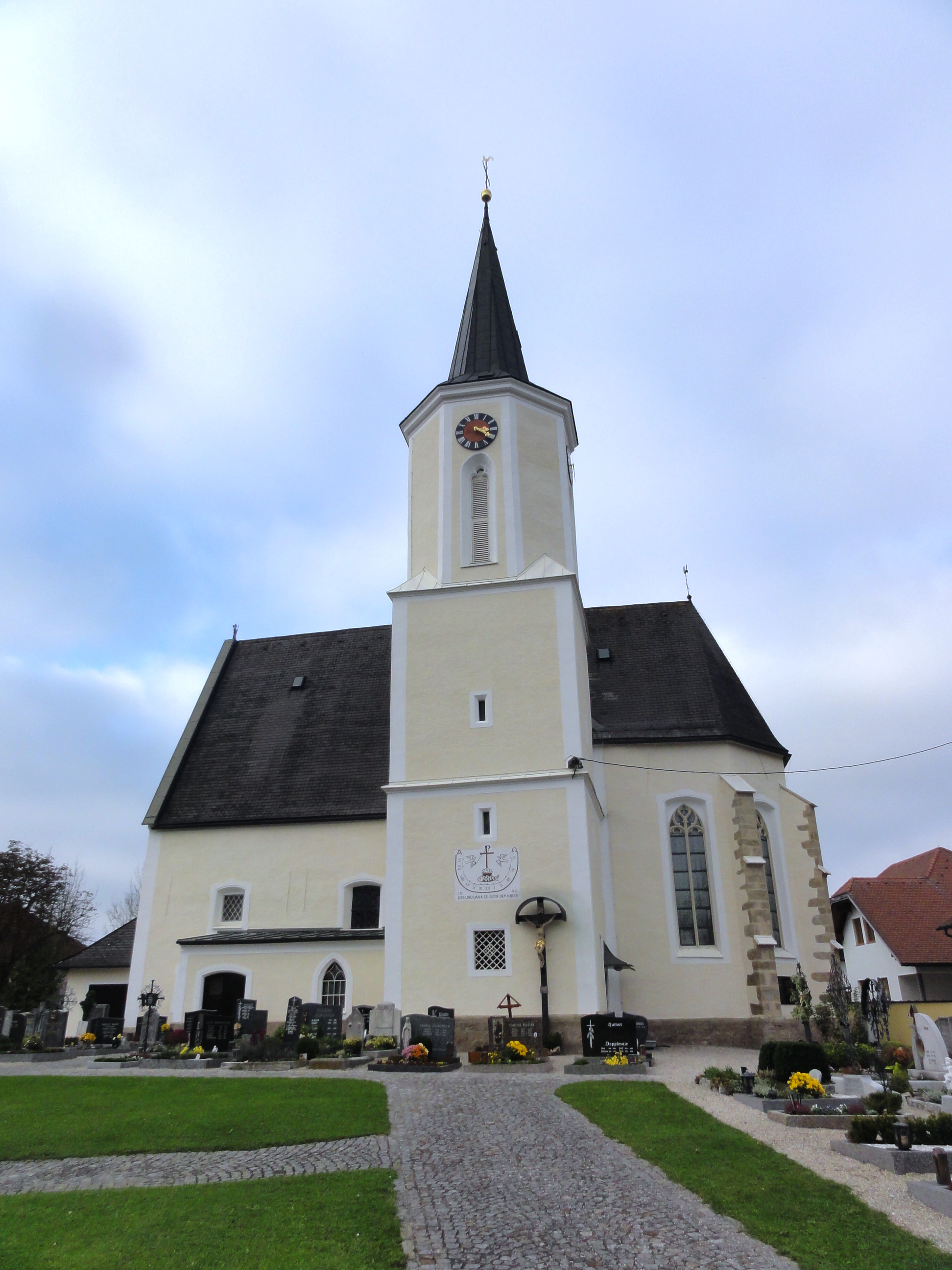
Pfarrkirche

- Katholische Pfarrkirche St. Thomas bei Waizenkirchen

### Musik
- Pfarrsingkreis St. Thomas
- Musikverein St. Thomas

## Wirtschaft und Infrastruktur

### Unternehmen
- Lagerhaus Eferding-Grieskirchen
- Landwirtschaftliche Produkte Eschlböck
- Leo’s Baggerungen
- Oberndorfer Transporte
- Obersteiner Unterhaltungselektronik
- zisco it consulting

## Politik

### Gemeinderat
Der Gemeinderat hat 13 Mitglieder.
- Mit den Gemeinderats- und Bürgermeisterwahlen in Oberösterreich 1997 hatte der Gemeinderat folgende Verteilung: 11 ÖVP und 2 FPÖ.
- Mit den Gemeinderats- und Bürgermeisterwahlen in Oberösterreich 2003 hatte der Gemeinderat folgende Verteilung: 10 ÖVP und 3 SPÖ.
- Mit den Gemeinderats- und Bürgermeisterwahlen in Oberösterreich 2009 hatte der Gemeinderat folgende Verteilung: 8 ÖVP, 3 FPÖ und 2 GRÜNE.
- Mit den Gemeinderats- und Bürgermeisterwahlen in Oberösterreich 2015 hatte der Gemeinderat folgende Verteilung: 7 ÖVP, 3 FPÖ, 2 GRÜNE und 1 SPÖ.
- Mit den Gemeinderats- und Bürgermeisterwahlen in Oberösterreich 2021 hat der Gemeinderat folgende Verteilung: 7 ÖVP, 4 SPÖ und 2 GRÜNE.[9][10]

| Partei | 2015    | 2015    | 2009  | 2009    | 2003  | 2003    | 1997  | 1997    |
| Partei | Prozent | Mandate | %     | Mandate | %     | Mandate | %     | Mandate |
| ------ | ------- | ------- | ----- | ------- | ----- | ------- | ----- | ------- |
| ÖVP    | 47,67   | 7       | 55,69 | 8       | 72,79 | 10      | 79,20 | 11      |
| SPÖ    | 12,69   | 1       | 6,15  | 0       | 21,77 | 3       |       |         |
| FPÖ    | 22,80   | 3       | 22,15 | 3       | 5,44  | 0       | 20,80 | 2       |
| GRÜNE  | 16,84   | 2       | 16,00 | 2       |       |         |       |         |

### Bürgermeister
Bürgermeister seit 1855 waren:
- 1855–1864 Franz Aigner
- 1864–1867 Johann Loipetzeder
- 1867–1870 Anton Floimayr
- 1870–1885 Josef Doppler
- 1885–1888 Peter Roither
- 1888–1900 Johann Mayr
- 1900–1909 Franz Roiter
- 1909–1912 Karl Doppelbauer
- 1912–1919 Franz Roiter
- 1919–1924 Karl Dopplmair
- 1924–1929 Franz Hermanseder
- 1929–1942 Karl Doplmair
- 1942–1945 Alois Doppelbauer
- 1945–1967 Alois Fellinger
- 1967–1979 Johann Greinöcker
- 1979–1991 Wilhelm Mayr
- 1991–2009 Waltraud Angleitner (ÖVP)
- 2009–2021 Josef Lehner (ÖVP)
- seit 2021 Raimund Floimayr (ÖVP)[16]

### Wappen
Blasonierung: Von Gold und Grün geteilt; oben ein rotes, den Winkel aufwärts kehrendes Winkelmaß, unten ein silberner Aspelbaumzweig mit sechs Blättern und einem roten Fruchtkern.
Die Gemeindefarben sind  Gelb-Grün.

## Persönlichkeiten

### Söhne und Töchter der Gemeinde
- Franz Fellinger (1865–1940) war römisch-katholischer Weihbischof im Lateinischen Patriarchat von Jerusalem, Rektor des Österreichischen Hospiz zur Heiligen Familie und Regent für Österreich des Ritterordens vom Heiligen Grab zu Jerusalem.